# Guilherme V de Saint Omer
Guilherme V de Saint Omer (ca. 1171 - ca. 1246) foi o castelão de Saint Omer de 1192 até sua morte, bem como senhor de Beaurain e Fauquembergues. Nascido ca. 1171, foi o filho mais velho de Guilherme IV de Saint Omer e Ida de Avesnes. É atestado em cartas emitidas por seu pai de 1185 em diante, e em algum momento entre 1190 e 1192 sucedeu-o devido sua morte na Terra Santa.
Ele é atestado em numerosas cartas e escrituras de propriedade bem como doações para a Igreja nas décadas seguintes. Ele repetidamente prometeu sua lealdade para o rei da França Filipe II durante os conflitos do último com seus vizinhos, e é ocasionalmente mencionado entre os feudatários flamengos da corte francesa. Ele casou com Imagina de Looz, filha do conde Gerardo II. O casamento não gerou crianças, e após sua morte (em algum momento entre março de 1246 e agosto de 1247) ele foi sucedido por seu único filho sobrevivente, Guilherme VI.